# Liste von Söhnen und Töchtern der Stadt Honolulu
Dies ist eine Liste bekannter Persönlichkeiten, die in der US-amerikanischen Stadt Honolulu (Hawaii) geboren wurden. Die Liste erhebt keinen Anspruch auf Vollständigkeit.

## 19. Jahrhundert

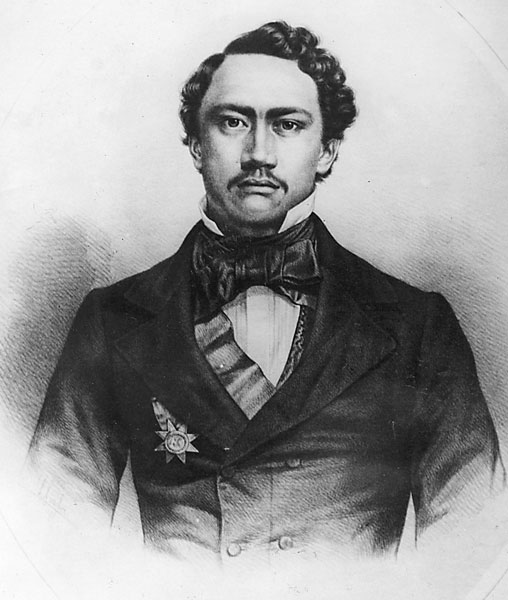
Kamehameha IV.
(1834–1863)

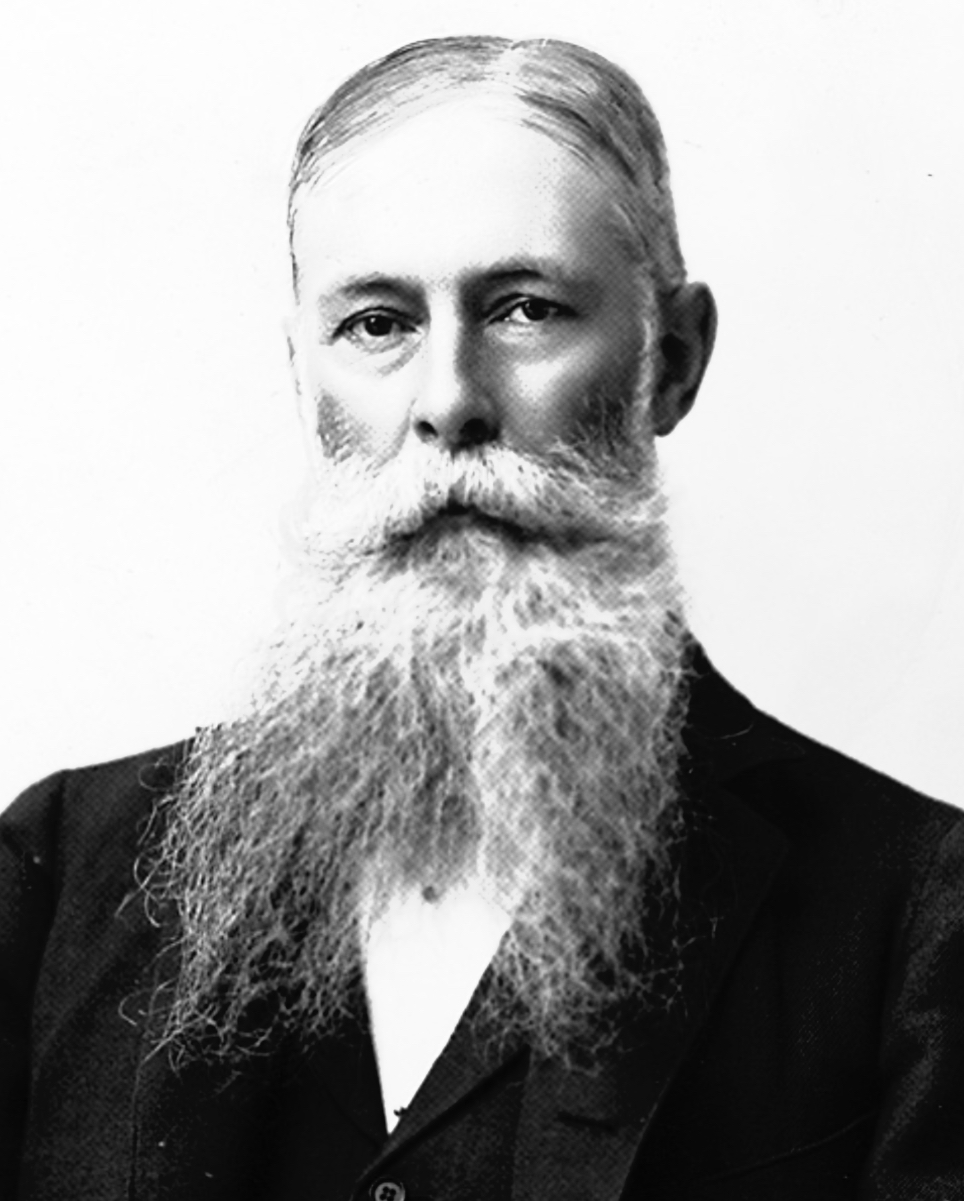
Sanford Dole
(1844–1926)

- Kamehameha III. (1813–1854), König von Hawaii (von 1825 bis 1854)
- Kamehameha V. (1830–1872), König von Hawaii (von 1863 bis 1872)
- Hiram Bingham II. (1831–1908), Missionar
- Kamehameha IV. (1834–1863), König von Hawaii (von 1855 bis 1863)
- Liliʻuokalani (1838–1917), die letzte Königin von Hawaii (von 1891 bis 1895)
- Sanford Dole (1844–1926), Politiker und Jurist
- William Hillebrand (1853–1925), deutscher Chemiker und Mineraloge
- Hiram Bingham III (1875–1956), Archäologe, Forschungsreisender und Politiker
- Frank Ferera (1885–1951), Musiker
- Lawrence M. Judd (1887–1968), Territorialgouverneur von Hawaii
- Duke Kahanamoku (1890–1968), Schwimmer, Surfer und Schauspieler
- Bill Harris (1897–1961), Schwimmer
- Harold Kruger (1897–1965), Schwimmer und Stuntman
- King Bennie Nawahi (1899–1985), Musiker

## 20. Jahrhundert

### 1901–1930

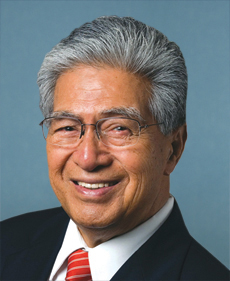
Daniel Akaka
(1924–2018)

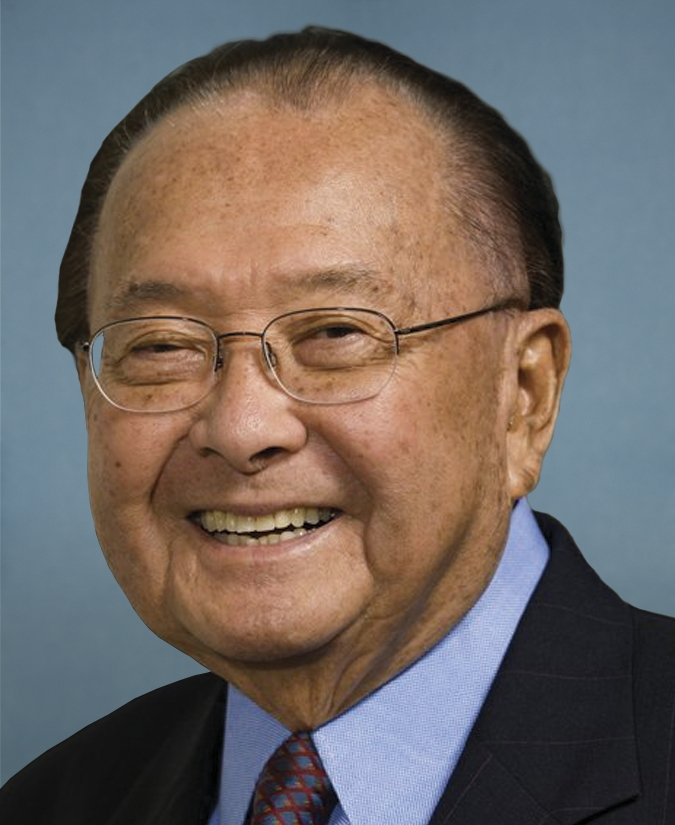
Daniel Inouye
(1924–2012)

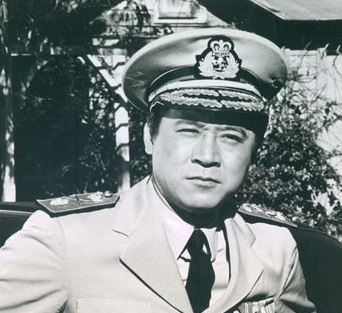
James Shigeta
(1929–2014)

- Sol Hoopii (1902–1953), Sänger und Musiker
- Beatrice Krauss (1903–1998), Botanikerin und Hochschullehrerin
- Hiram Fong (1906–2004), Politiker
- Mariechen Wehselau (1906–1992), Schwimmerin
- Maiola Kalili (1909–1972), Schwimmer und Olympiateilnehmer
- Francis Judd Cooke (1910–1995), Komponist, Organist, Pianist, Cellist, Dirigent und Musikpädagoge
- Manuella Kalili (1912–1969), Schwimmer[1]
- Albert P. Clark (1913–2010), Generalleutnant der United States Air Force
- Morrnah Simeona (1913–1992), Kräuterheilerin
- Mamo Clark (1914–1986), Filmschauspielerin
- Stanley R. Larsen (1915–2000), Generalleutnant der United States Army
- Dai-Keong Lee (1915–2005), Komponist
- Theodore R. Milton (1915–2010), General der United States Air Force
- Jean Erdman (1916–2020), Tänzerin, Choreographin und Tanzpädagogin
- Meg Wyllie (1917–2002), Schauspielerin
- George G. Cantlay (1920–1999), Generalleutnant der United States Army
- Karl F. Koopman (1920–1997), Mammaloge
- Gabby Pahinui (1921–1980), Steel-Gitarrist
- Richard E. Cunha (1922–2005), Filmregisseur, Kameramann und Drehbuchautor
- Thomas Ponce Gill (1922–2009), Politiker, Vizegouverneur Hawaiis
- David E. Ott (1922–2004), Generalleutnant der United States Army
- Daniel Akaka (1924–2018), US-Senator
- Charles M. Hall (1924–2016), Generalleutnant der United States Army
- Daniel Inouye (1924–2012), US-Senator
- George Ariyoshi (* 1926), Politiker
- Adriano Emperado (1926–2009), Kampfsport-Trainer
- Winfield W. Scott Jr. (1927–2022), Generalleutnant der United States Air Force
- Richard Tomita (1927–2021), Gewichtheber
- Carl Olson (1928–2002), Boxer
- Dick Cleveland (1929–2002), Schwimmer
- James Shigeta (1929–2014), Schauspieler
- Charles Kalani, Jr. (1930–2000), alias „Professor Toru Tanaka“, Wrestler und Schauspieler

### 1931–1960

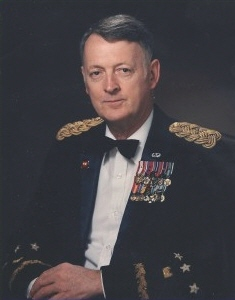
Elvin R. Heiberg III
(1932–2013)

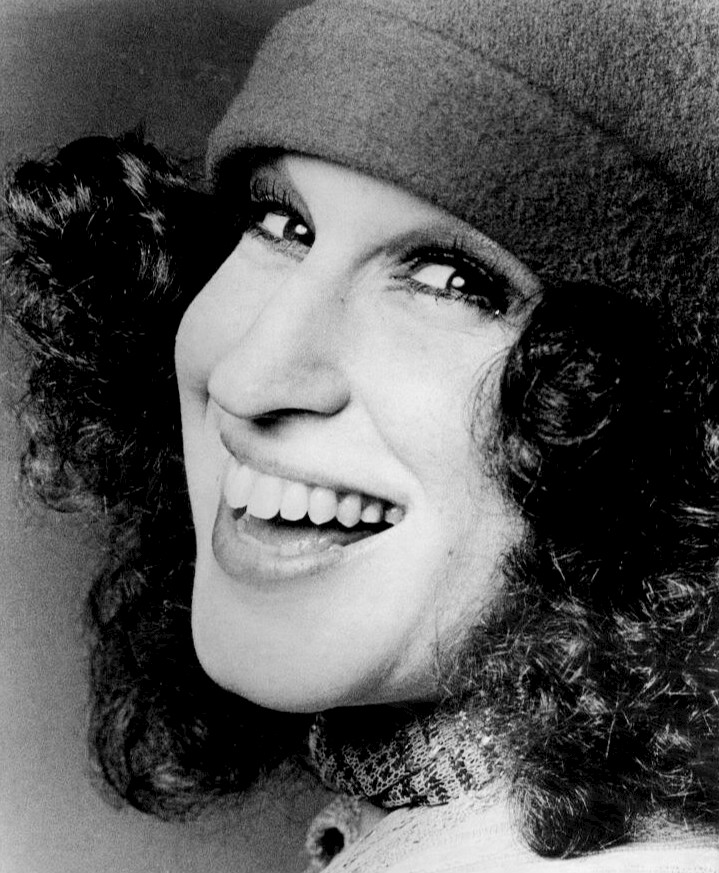
Bette Midler
(* 1945)

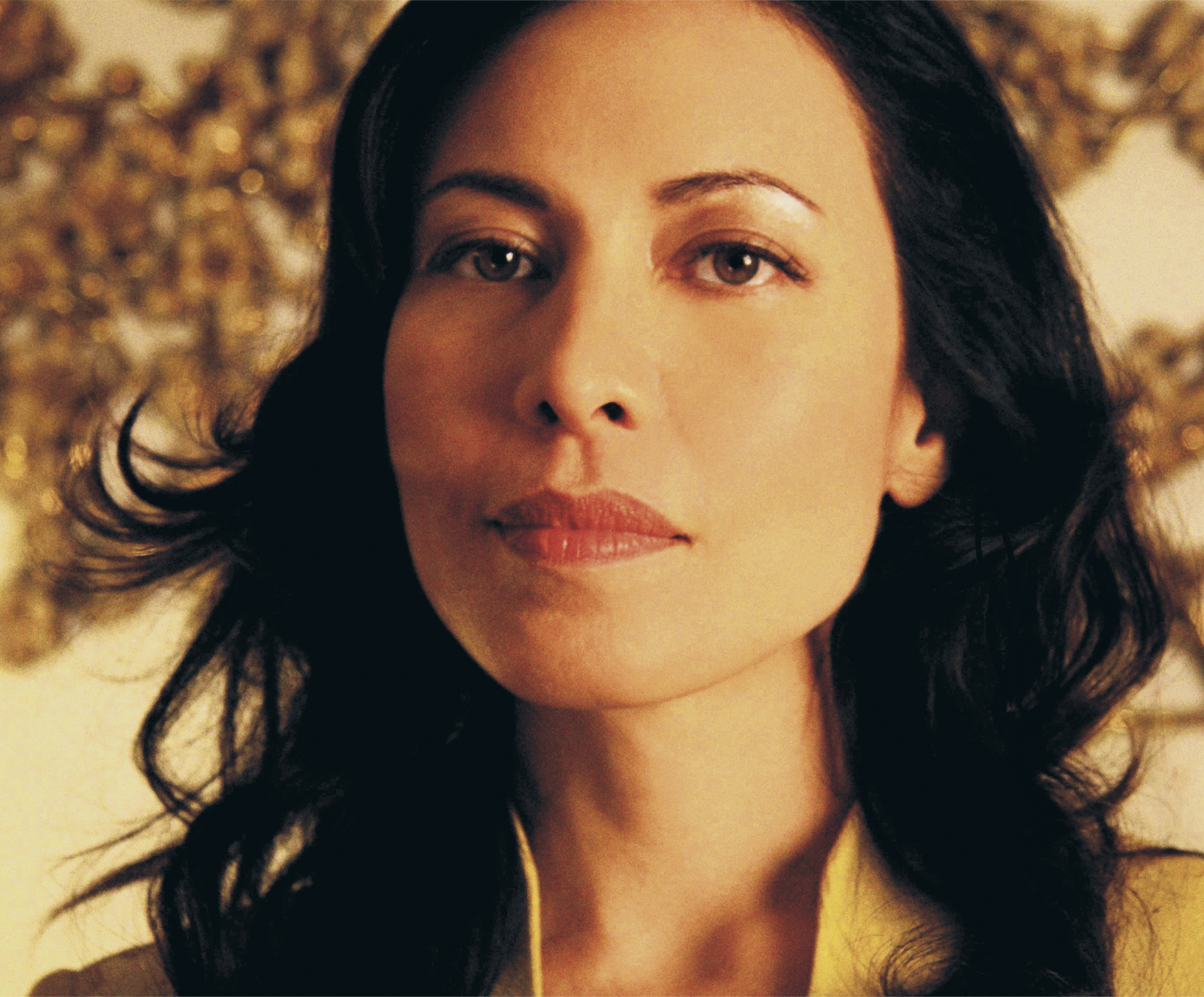
Anjani
(* 1959)

- Thelma Kalama (1931–1999), Schwimmerin
- Karen Steele (1931–1988), Schauspielerin
- Elvin R. Heiberg III (1932–2013), Generalleutnant der United States Army
- Ed Corney (1933–2019), Bodybuilder
- Evelyn Kawamoto (1933–2017), Schwimmerin[2]
- Ford Konno (* 1933), Schwimmer
- Mr. Fuji (1934–2016), Wrestler und Wrestlingmanager
- William Woolsey (1934–2022), Schwimmer
- David Cass (1937–2008), Wirtschaftswissenschaftler
- Lois Lowry (* 1937), Autorin zahlreicher Kinder- und Jugendbücher
- Pedro Velasco (1937–2023), Volleyballspieler
- Ben Cayetano (* 1939), Politiker
- Takeshi Fuji (* 1940), Boxer
- Raymond G. H. Seitz (* 1940), Diplomat, Botschafter und Wirtschaftsmanager
- Skip Scott (1941–2003), Autorennfahrer
- Don Stroud (* 1943), Schauspieler
- Bette Midler (* 1945), Schauspielerin und Sängerin
- Norm Chow (* 1946), American-Football-Trainer und -Spieler
- Jim Osborne (* 1945), Tennisspieler
- Brian Patrick McGuire (* 1946), US-amerikanisch-dänischer Historiker
- Tom Malone (* 1947), Jazz- und Studiomusiker
- Kellye Nakahara (1947–2020), Schauspielerin und Malerin
- Michael W. Doyle (* 1948), Politikwissenschaftler
- Clyde Kusatsu (* 1948), US-amerikanischer Schauspieler japanischer Herkunft
- Miki McFadden (* 1948), Volleyball- und Beachvolleyballspielerin
- Diane Mott Davidson (* 1949), Krimi-Schriftstellerin
- Clarence Richard Silva (* 1949), römisch-katholischer Bischof von Honolulu
- Erin Gray (* 1950), Schauspielerin
- Patrick Vinton Kirch (* 1950), Anthropologe und Archäologe
- Rachel Kealaonapua O’Sullivan (* 1950), Wasserspringerin
- Yvonne Elliman (* 1951), Sängerin
- Brian McAllister Linn (* 1953), Militärhistoriker und Hochschullehrer
- Mufi Hannemann (* 1954), Politiker, Bürgermeister der Stadt Honolulu
- Guy Kawasaki (* 1954), Autor, Unternehmer und Risikokapitalgeber
- Karen Shelton (* 1957), Hockeyspielerin
- Chris Woo (* 1957), Schwimmer
- Denise Dowse (* 1958), Schauspielerin[3]
- Anjani (* 1959), Sängerin

### 1961–1970

Barack Obama
(* 1961)

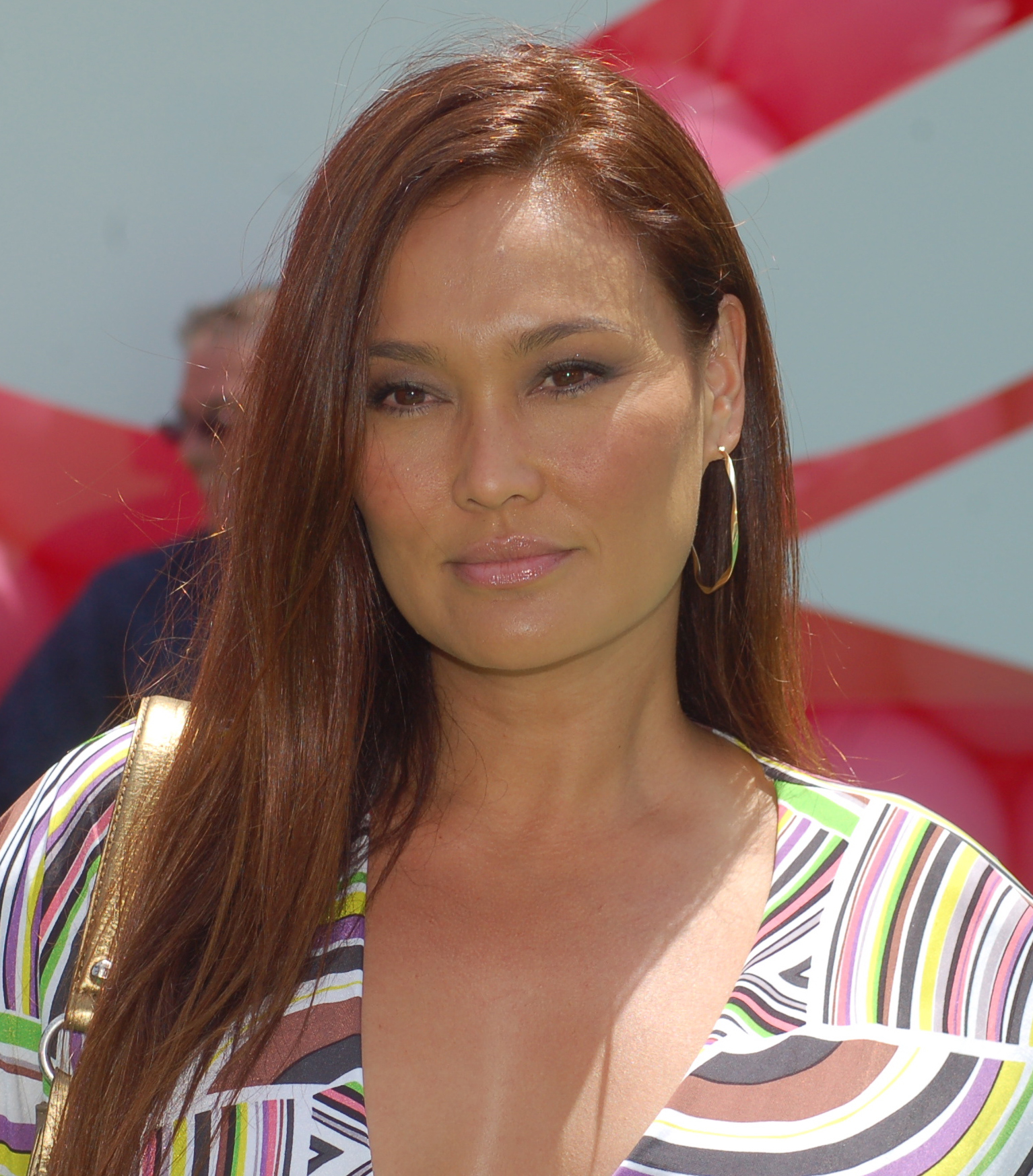
Tia Carrere
(* 1967)

- Barack Obama (* 1961), 44. Präsident der Vereinigten Staaten von Amerika
- Greg Beeman (* 1962), Regisseur und Produzent
- Kelly Preston (1962–2020), Schauspielerin
- Jordan K. Hubbard (* 1963), Informatiker
- Eric Miyashiro (* 1963), Trompeter
- Tracie Ruiz (* 1963), Synchronschwimmerin[4]
- Mark Dacascos (* 1964), Sportler und Schauspieler
- Maile Flanagan (* 1965), Schauspielerin und Produzentin
- Julie McCullough (* 1965), Schauspielerin
- Mike Starr (1966–2011), Musiker
- Heidi Swedberg (* 1966), Schauspielerin und Musikerin
- Tia Carrere (* 1967), Schauspielerin und Sängerin
- Bret Garnett (* 1967), Tennisspieler
- Lauren Graham (* 1967), Schauspielerin
- Nicole Kidman (* 1967), Schauspielerin
- Mark Takai (1967–2016), Politiker
- Kelly Hu (* 1968), Schauspielerin
- Carrie Ann Inaba (* 1968), Tänzerin, Schauspielerin, Sängerin und Choreographin
- Timothy Olyphant (* 1968), Schauspieler
- Teresia Teaiwa (1968–2017), karibatisch-US-amerikanische Wissenschaftlerin, Dichterin und Aktivistin
- Taylor Wily (1968–2024), Schauspieler
- David Wolstencroft (* 1969), britischer Schriftsteller
- James Mercer (* 1970), Musiker
- Peter Newton (* 1970), Kanute[5]
- Blake Oshiro (* 1970), Politiker
- Anthony Ruivivar (* 1970), Schauspieler

### 1971–1980
- Megan McArthur (* 1971), NASA-Astronautin

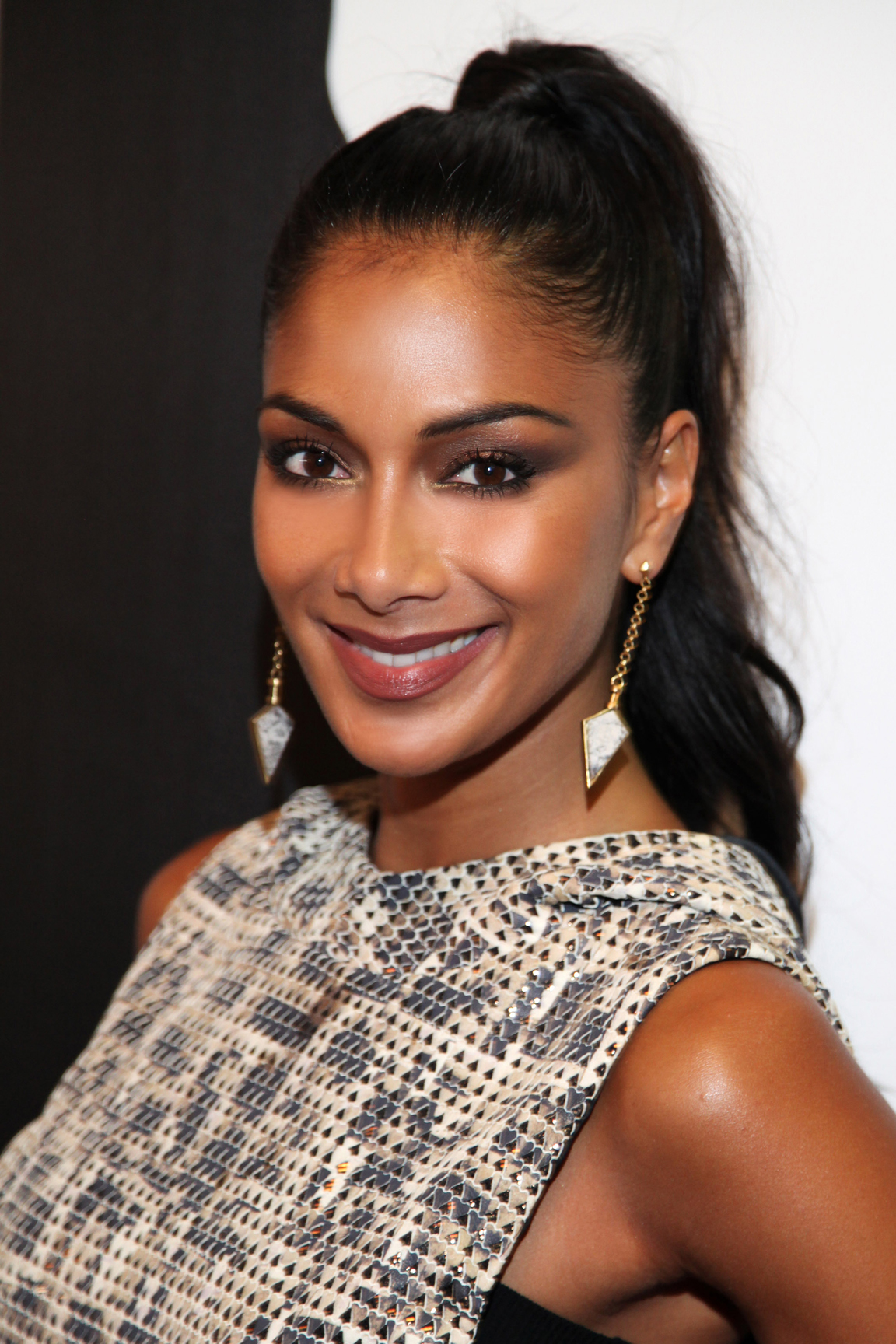
Nicole Scherzinger
(* 1978)

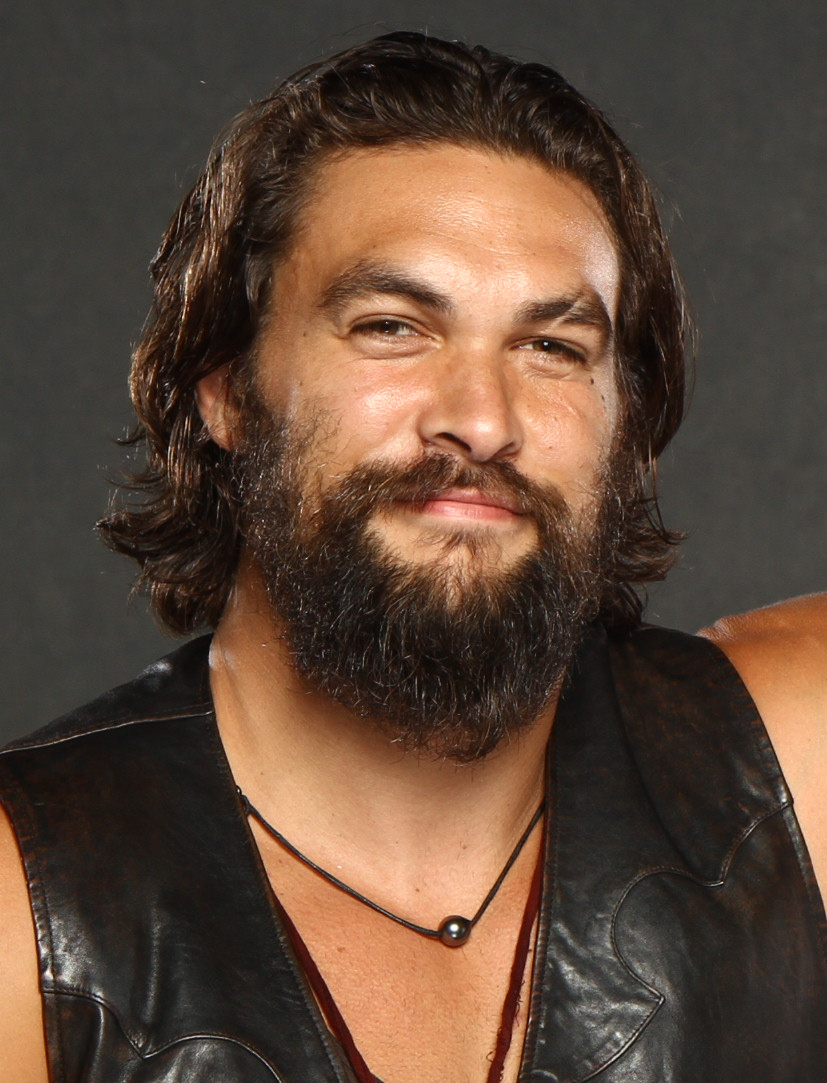
Jason Momoa
(* 1979)

- Stein Metzger (* 1972), Beachvolleyballspieler
- Keiko Agena (* 1973), Schauspielerin
- Jason McCartney (* 1973), Radrennfahrer
- Thomas Beatie (* 1974), Transgender-Aktivistin
- Stacy Kamano (* 1974), Schauspielerin
- Mason Jennings (* 1975), Singer-Songwriter
- Olin Kreutz (* 1977), American-Football-Spieler
- Mika Tan (* 1977), Pornodarstellerin und Modell
- Maylana Martin (* 1978), Basketballspielerin[6]
- Dominic Raiola (* 1978), American-Football-Spieler
- Nicole Scherzinger (* 1978), Sängerin
- Shannyn Sossamon (* 1978), Schauspielerin
- Clayton Stanley (* 1978), Volleyballspieler
- Ehren Watada (* 1978), Offizier
- Lena Yada (* 1978), japanisch-US-amerikanische Schauspielerin, Surferin, Model und Wrestlerin
- Angelique Cabral (* 1979), Schauspielerin
- Jason Momoa (* 1979), Schauspieler
- Maggie Q (* 1979), Schauspielerin
- Mageina Tovah (* 1979), Schauspielerin
- Lindsey Berg (* 1980), Volleyballspielerin
- Lovieanne Jung (* 1980), Softballspielerin[7]

### 1981–1990
- Clarissa Chun (* 1981), Ringerin

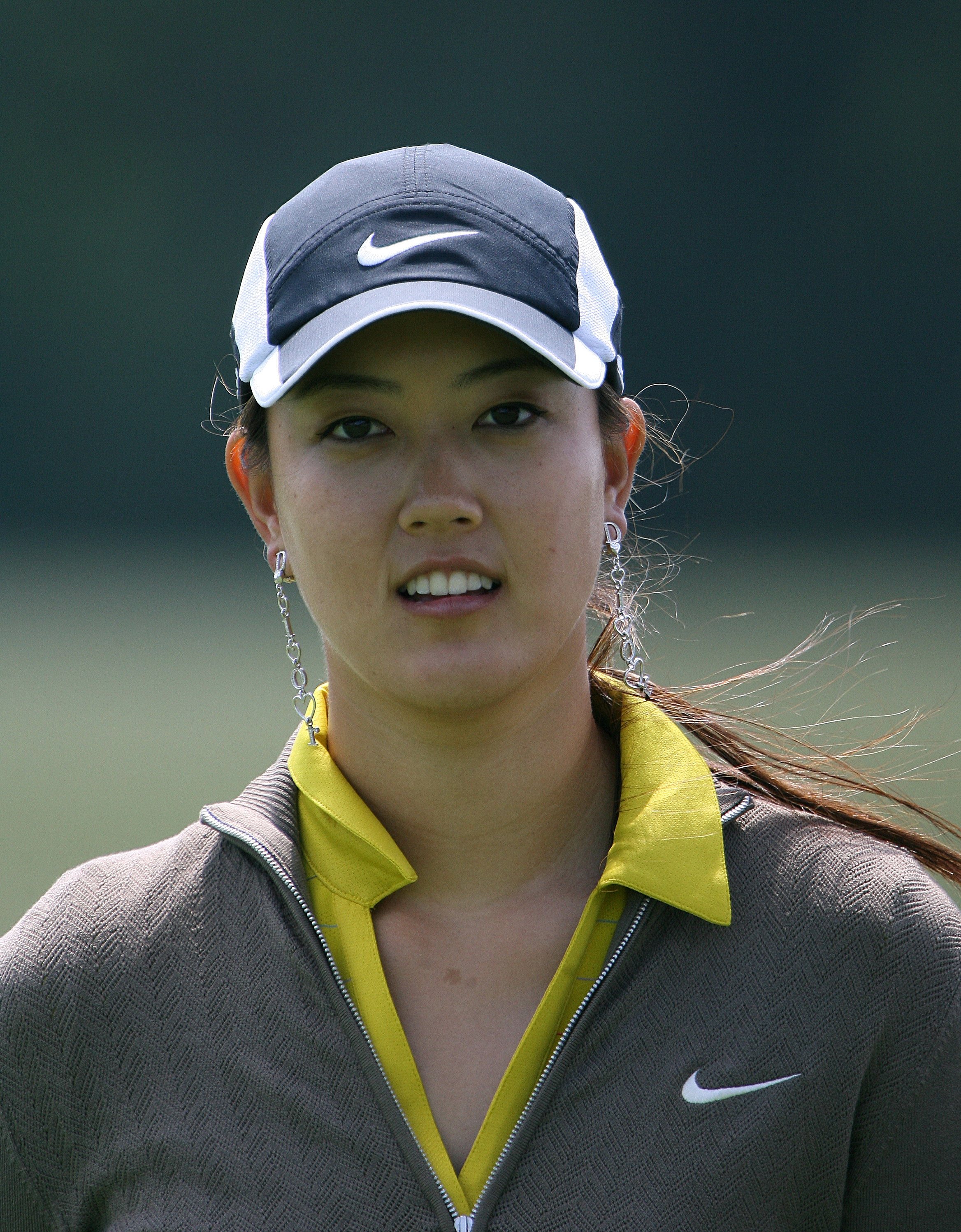
Michelle Wie
(* 1989)

- Jeffrey Cobb (* 1982), guamischer Wrestler, alias „Matanza Cueto“
- melody. (* 1982), japanisch-US-amerikanische J-Pop-Sängerin und Moderatorin
- Bryce Miller (* 1982), Autorennfahrer
- Kaiwi Lyman (* 1983), Schauspieler und Filmschaffender
- Darin Brooks (* 1984), Schauspieler
- Michael Kearney (* 1984), ehemaliges Wunderkind
- Stephany Lee (* 1984), Ringerin
- Bruno Mars (* 1985), Singer-Songwriter
- Keahu Kahuanui (* 1986), Schauspieler
- Kaluka Maiava (* 1986), American-Football-Spieler
- Tahj Mowry (* 1986), Schauspieler
- Tyson Alualu (* 1987), American-Football-Spieler
- Tamari Miyashiro (* 1987), Volleyballspielerin
- Kawika Shoji (* 1987), Volleyballspieler
- Joanna Sotomura (* 1987), Schauspielerin
- Tumua Anae (* 1988), Wasserballspielerin
- Katija Pevec (* 1988), Schauspielerin
- Trevor Crabb (* 1989), Beachvolleyballspieler
- Erik Shoji (* 1989), Volleyballspieler
- Michelle Wie (* 1989), Golferin

### 1991–2000

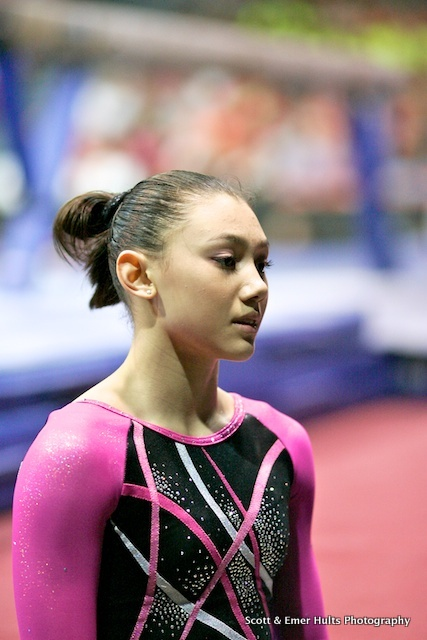
Kyla Ross
(* 1996)

- Brian Schwenke (* 1991), American-Football-Spieler
- Meleana Shim (* 1991), Fußballspielerin
- Taylor Crabb (* 1992), Beachvolleyballspieler
- John John Florence (* 1992), Profisurfer
- Samantha Hill (* 1992), Wasserballspielerin[8]
- Carissa Moore (* 1992), Surferin
- Bobby Wood (* 1992), Fußballspieler
- Adrian Tam (* 1992), Politiker
- Micah Christenson (* 1993), Volleyballspieler[9]
- Marcus Mariota (* 1993), American-Football-Spieler
- Isaac Seumalo (* 1993), American-Football-Spieler
- Elliott Cho (* 1994), Schauspieler
- Kamu Grugier-Hill (* 1994), American-Football-Spieler
- Kyla Ross (* 1996), Kunstturnerin

## 21. Jahrhundert
- Danielle Étienne (* 2001), haitianische Fußballspielerin
- Teilor Grubbs (* 2001), Schauspielerin
- Kea Peahu (* 2007), Schauspielerin
- Levi Berg (* 2008), Fußballspieler aus Guam, welcher aber auch die isländische Staatsbürgerschaft hat
- John-Kacey Ferreira-Sala (* 2009), amerikanisch-samoanischer Fußballspieler